# Un Pingüino en mi Ascensor
Un Pingüino en mi Ascensor és un grup de pop, procedent d'Espanya.

## Història
Un Pingüino en mi Ascensor és un grup musical espanyol de pop format als anys '80 pel publicista José Luis Moro, cantant i compositor del grup. Poc després s'integraria a la banda Mario Gil (ex Paraíso i La Mode), després de produir el seu segon disc, "El Balneario".
El gener de 1987 la companyia DRO accepta editar el primer mini-LP d'Un Pingüino en mi Ascensor, disc amb 6 cançons que tenia el mateix nom del grup, l'únic instrument utilitzat és un teclat estil casiotone. Al maig d'aquell mateix any es publica el disc, tenit com a singles "Espiando a mi vecina", "Juegas con mi corazón" i "El Sendero Luminoso (me persigue sin reposo)".
El segon LP, titulat "El Balneario" surt a la venda al maig de 1988, produït per Mario Gil, els singles d'aquest disc són "Atrapados en el ascensor", "Perestroika" i "El balneario".
Al juny de 1989 s'edita el tercer LP, "Disfrutar con las desgracias ajenas", d'aquest disc s'extreuen els singles "Trabajando en la carretera", "Arqueología en mi jardín", "La balada de Benito Carrizosa" i "He-Man y Barbie".
Després de l'edició d'aquest disc, i arran dels diferents concerts realitzats, Mario Gil entra a formar part definitivamente d'Un Pingüino en mi Ascensor.
El setembre del 1990, apareix el 4t LP, sota el nom de "La sangre y la televisión", tenint com a singles "Secuestrado por tu amor", "El ama de casa estafada por la publicidad", "Por la mañanita" i "Tu carnicero particular".
Després de la finalització del contracte amb la discogràfica DRO, la companyia La fábrica Magnética edita el 1993 l'LP "En la variedad está la diversión", disc que va tenir poca repercussió.
El 1999 y després d'una aturada de 6 anys, Un Pingüino en mi Ascensor edita un disc en directe amb la companyia discogràfica Desobediencia Records, sota el títol de "Pingüimatic".
A principis del 2004, comiencen els contactes per a l'edició d'un nou disc, amb temes que José Luis va anar component després de la publicació de "Pingüimatic" i la gran acollida del públic als concerts.
Finalment, surt a la venda a l'octubre de 2004 el disc "Piromanía" a través de la discogràfica Know How, la mateixa que havia editat el disc en directe sota el nom de Desobediencia Records. El primer single que s'edita del disc és "Eres más complicada que armar un mueble de Ikea".
El 2014 s'edita el disc "Sex, Drugs and Nasal Pop" a través de crowdfunding. El disc es compon de 13 temes, incloent la cançó "Yo secuestré a Natacha" que havien gravat prèviament com a part de l'"Obra social" del grup, en la que és una versió de la cançó "I wanna be sedated" de The Ramones.
Al febrer del 2017, surt a la venda "Espantapalomas" un disc auto produït pel grup, que conté14 temes amb versions de conegudes cançons, però amb lletres pròpies. Totes aquestes cançons s'havien estat gravant dins el que el grup anomena Obra Social, i tocant en concerts però mai havien aparegut a cap disc.
Durant el 2020, el grup edita dos nous discos, aquest cop mini LP's, també auto produïts, "El Fascinante Universo de Un Pingüino En Mi Ascensor (Vol.1)" al maig, que inclou 5 temes, i "Blanca y negra Navidad" al desembre, amb 4 temes, que be podria ser la versió nadalenca de "Espantapalomas", ja que són versions de temes nadalencs amb la lletra segell de José Luis Moro.

## Membres
- José Luis Moro - veu, teclats
- Mario Gil - teclats, guitarra, programacions, veu

## Discografia

### Àlbums
- Un Pingüino en mi Ascensor - 1987
- El Balneario - 1988
- Disfrutar con las desgracias ajenas - 1989
- La sangre y la televisión - 1990
- En la variedad está la diversión - 1993
- Pingüimatic - 1999
- Piromanía - 2004
- Sex, Drugs and Nasal Pop - (2014)
- Espantapalomas - (2017)
- El Fascinante Universo de Un Pingüino En Mi Ascensor (Vol.1) - (2020)
- Blanca y negra Navidad - (2020)